# Остров складов

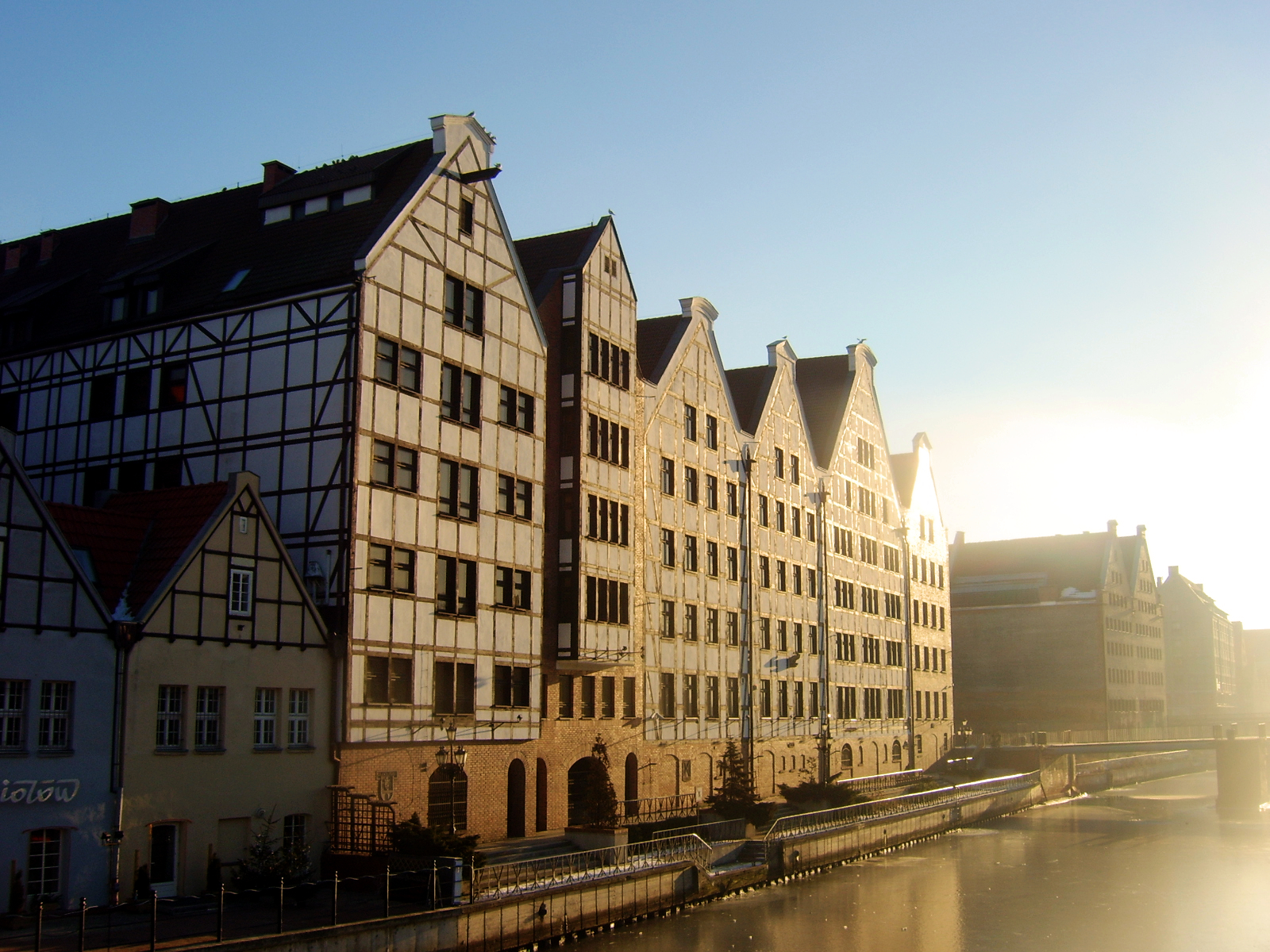
Здания старых амбаров на острове

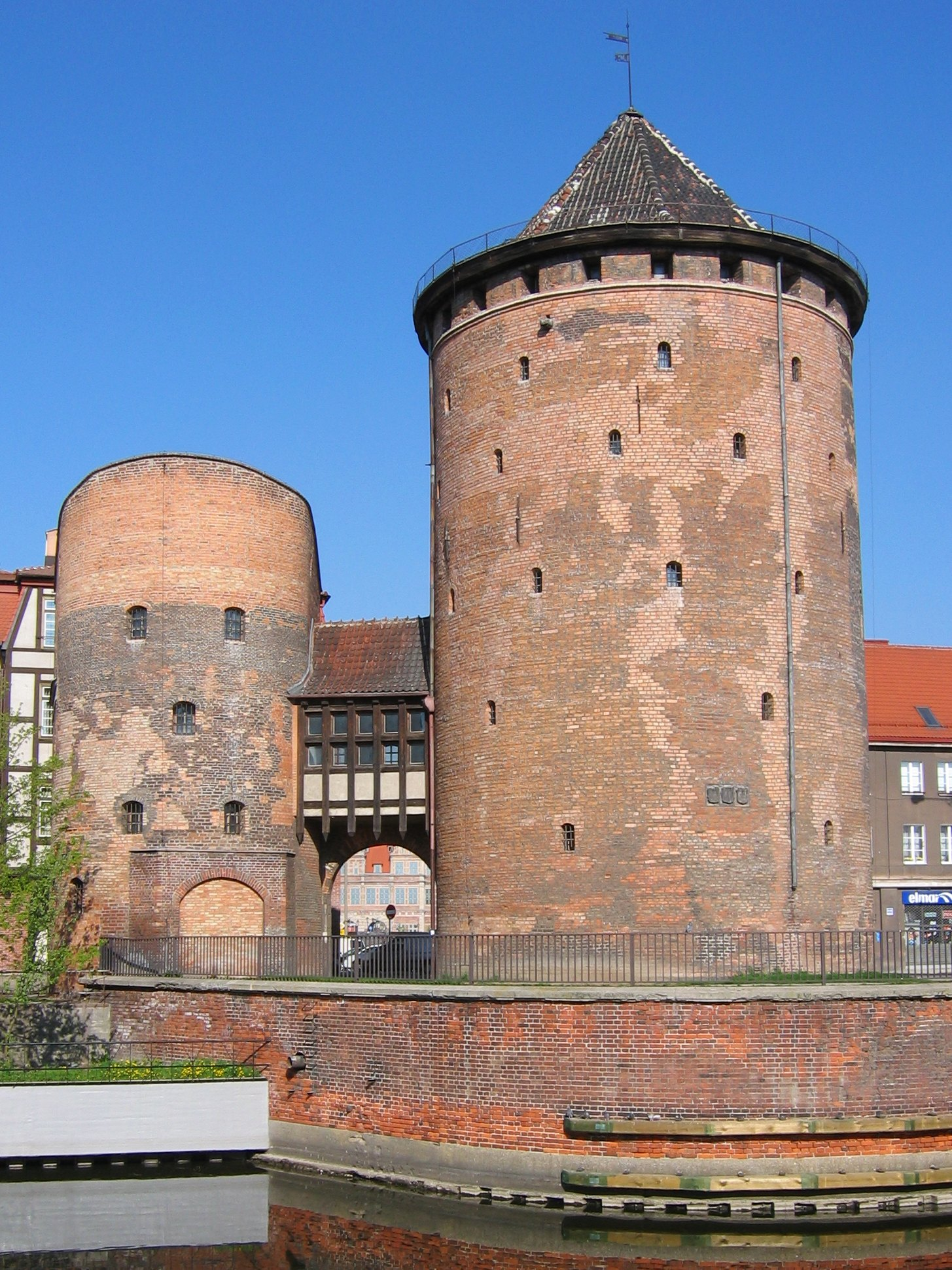
Мильхканнентор

Остров складов (полес. Wyspa Spichrzów) — остров в центре Гданьска на реке Мотлава. Остров появился в 1576 году в результате раскопок котловины Новая Моттау. После XIII века на месте современного острова находилось много амбаров, а в XVI веке их число возросло до трёхсот.
Застройке острова был нанесён серьёзный ущерб во время бомбардировок в 1945 году. К немногим сохранившимся памятникам относят ворота Мильхканнентор, которые были построены в 1517—1519 гг. С тех пор лишь немногие памятники были восстановлены. После Второй мировой войны на острове вновь стало развиваться сельское хозяйство.